# ابرواتس، کرواسی
اُبرُواتس (به کرواتی: Obrovac, Croatia) شهری در زادار کشور کرواسی است که جمعیت آن در سال ۲۰۱۱ میلادی ۳٬۶۷۲ نفر بوده‌است.

## نگارخانه

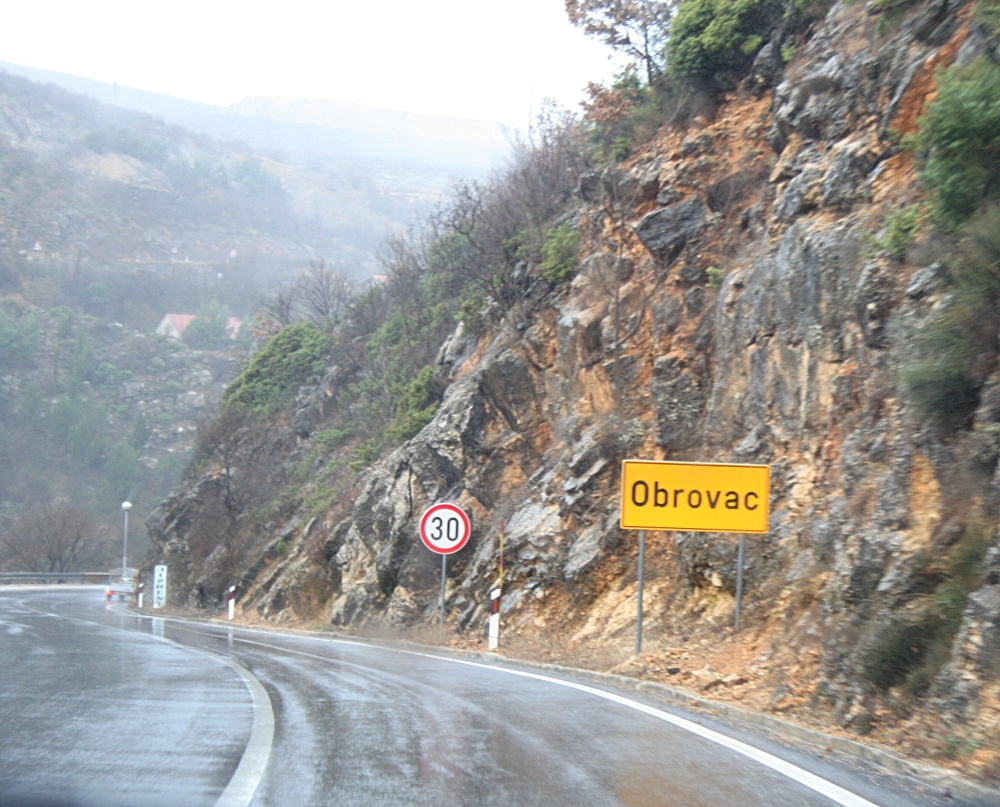
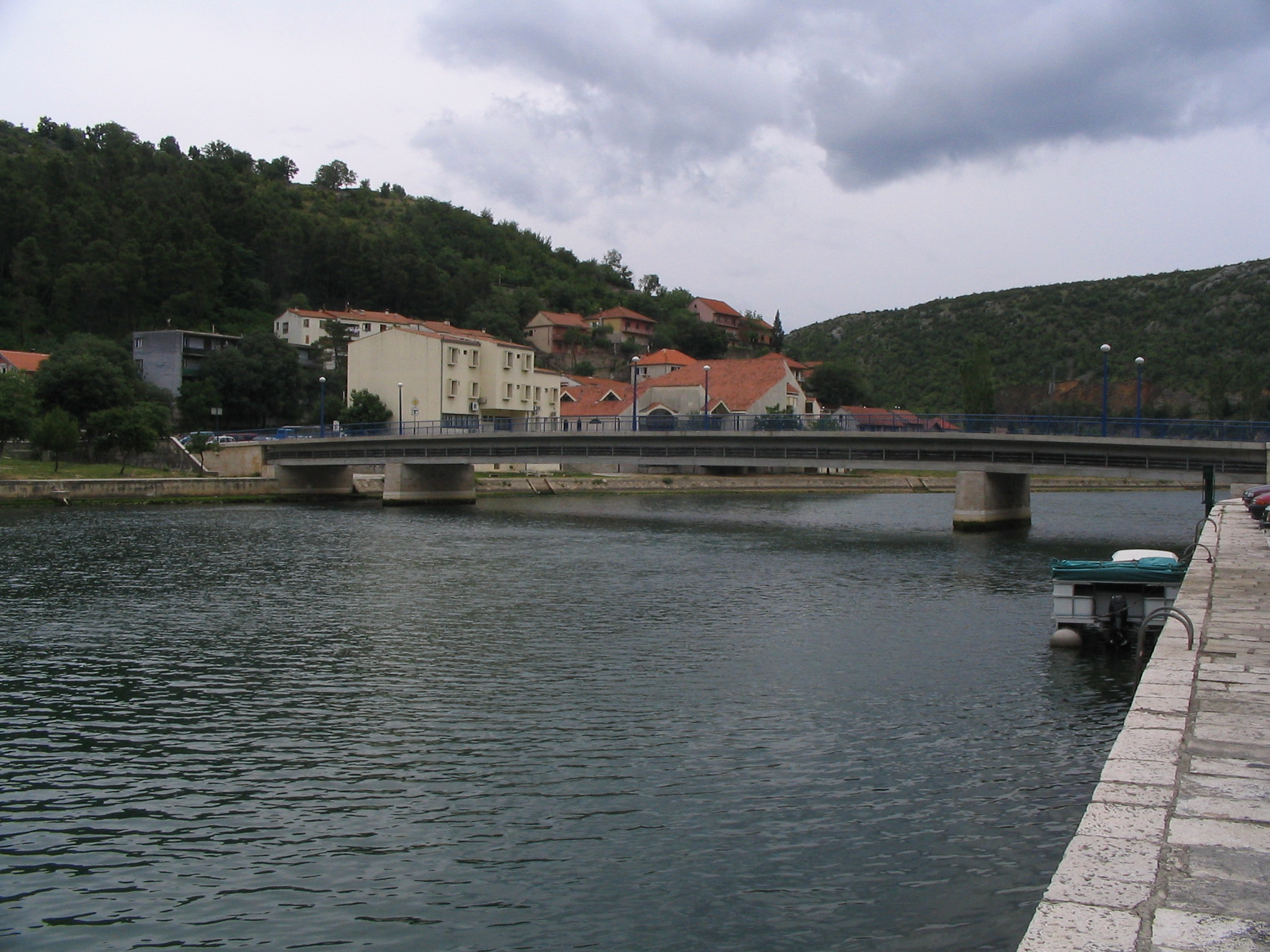
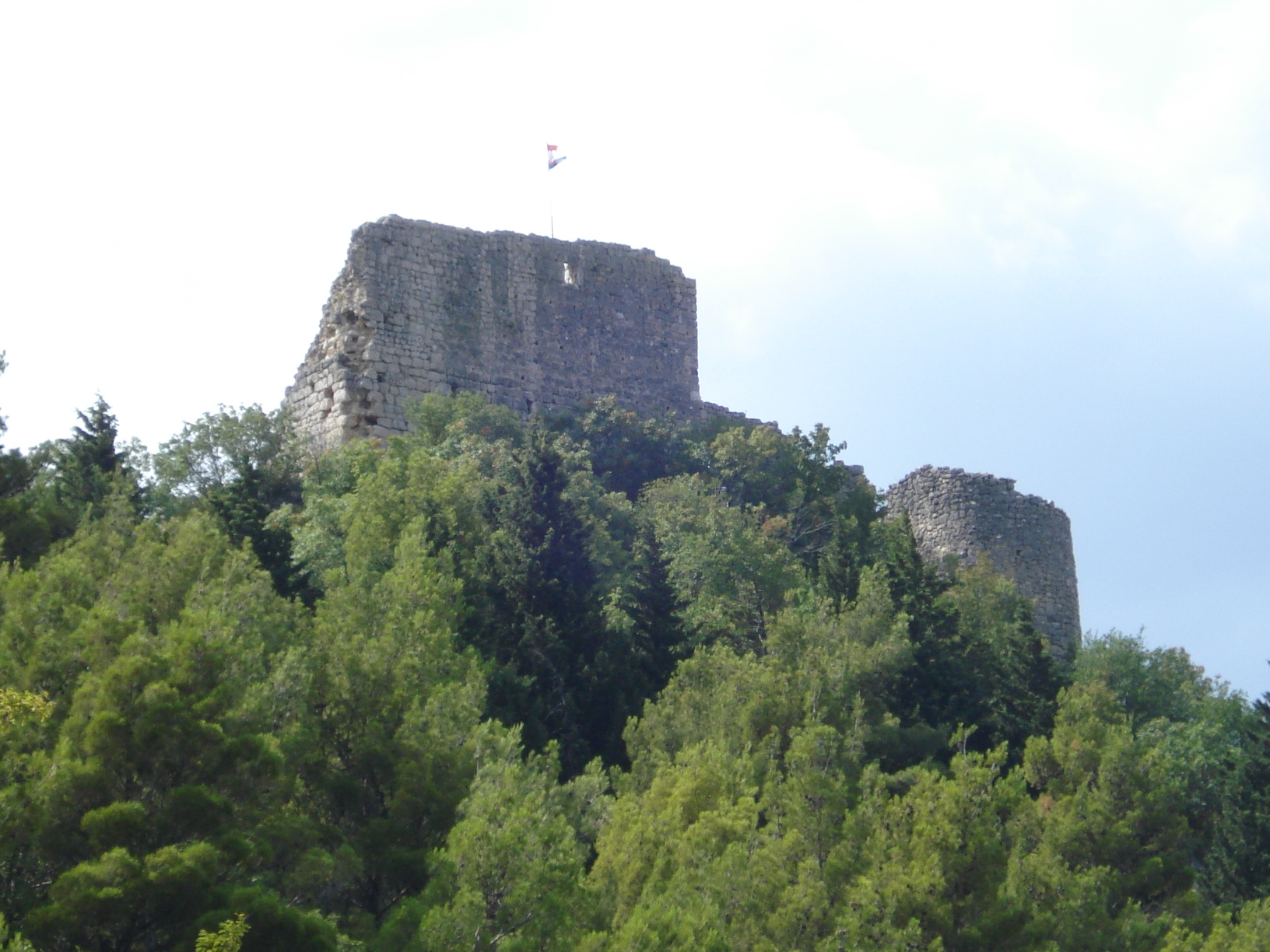